# Isskogel
Isskogel är en bergstopp i Österrike.   Den ligger i distriktet Schwaz och förbundslandet Tyrolen, i den västra delen av landet, 300 km väster om huvudstaden Wien. Toppen på Isskogel är 2 263 meter över havet, eller 20 meter över den omgivande terrängen. Bredden vid basen är 0,11 km.
Terrängen runt Isskogel är bergig västerut, men österut är den kuperad. Närmaste större samhälle är Mayrhofen, 14,3 km sydväst om Isskogel. 
Trakten runt Isskogel består i huvudsak av gräsmarker. Runt Isskogel är det ganska glesbefolkat, med 42 invånare per kvadratkilometer.